# Чебанс (Іллінойс)
Чебанс (англ. Chebanse) — селище (англ. village) в США, в округах Іроквай і Канкакі штату Іллінойс. Населення — 1044 особи (2020).

## Географія
Чебанс розташований за координатами 41°0′21″ пн. ш. 87°54′35″ зх. д. / 41.00583° пн. ш. 87.90972° зх. д. (41.005810, -87.909767).  За даними Бюро перепису населення США в 2010 році селище мало площу 3,07 км², уся площа — суходіл.

## Демографія
Згідно з переписом 2010 року, у селищі мешкали 1062 особи в 421 домогосподарстві у складі 306 родин. Густота населення становила 346 осіб/км².  Було 455 помешкань (148/км²).
Расовий склад населення:
| - 98,0 % — білих - 0,6 % — чорних або афроамериканців - 0,3 % — корінних американців - 0,1 % — азіатів |

До двох чи більше рас належало 0,8 %. Частка іспаномовних становила 1,7 % від усіх жителів.
За віковим діапазоном населення розподілялося таким чином: 24,3 % — особи молодші 18 років, 61,3 % — особи у віці 18—64 років, 14,4 % — особи у віці 65 років та старші. Медіана віку мешканця становила 40,4 року. На 100 осіб жіночої статі у селищі припадало 94,1 чоловіків;  на 100 жінок у віці від 18 років та старших — 92,8 чоловіків також старших 18 років.
Середній дохід на одне домашнє господарство  становив 72 828 доларів США (медіана — 64 637), а середній дохід на одну сім'ю — 78 016 доларів (медіана — 71 667). Медіана доходів становила 53 571 долар для чоловіків та 35 417 доларів для жінок. За межею бідності перебувало 12,1 % осіб, у тому числі 19,7 % дітей у віці до 18 років та 5,0 % осіб у віці 65 років та старших.
Цивільне працевлаштоване населення становило 539 осіб. Основні галузі зайнятості: освіта, охорона здоров'я та соціальна допомога — 32,3 %, роздрібна торгівля — 16,1 %, виробництво — 10,6 %, транспорт — 7,2 %.